# Fettercairn
Fettercairn est un village d'environ 250 habitants, situé à proximité de Laurencekirk dans l'Aberdeenshire en Écosse.
C'est en ce lieu que le roi d'Écosse Kenneth II fut assassiné en 995.
Le village abrite une des plus anciennes distilleries officielles de whisky d'Écosse, la distillerie Fettercairn.